# Consorzio interuniversitario lombardo per l'elaborazione automatica
Il Consorzio interuniversitario lombardo per l'elaborazione automatica, con acronimo CILEA, è un consorzio interuniversitario, senza scopo di lucro, fondato nel 1974 e ufficialmente riconosciuto nel 1977. Dal luglio 2013 è stato incorporato per fusione dal CINECA, che ne gestisce oggi tutte le attività.
I principali scopi che diedero origine al Consorzio consistevano nel promuovere le applicazioni dell'informatica per rispondere alle esigenze della ricerca e, in seconda istanza, della didattica universitaria.

## Attività statutaria
Come previsto dallo statuto il consorzio:
- promuove l'utilizzo dei sistemi di elaborazione delle informazioni sostenendo la ricerca tecnologica e scientifica sia nel settore pubblico, sia in quello privato che universitario
- supporta il sistema nazionale della ricerca garantendo i servizi di calcolo scientifico ad alte prestazioni
- favorisce il trasferimento tecnologico
- gestisce un centro di elaborazione per i consorziati
- fornisce servizi a enti terzi sulla base di contratti o convenzioni
- gestisce sistemi informatici nell'interesse del sistema nazionale di istruzione
- gestisce i collegamenti a banda larga per l'utilizzo delle risorse
- promuove ricerche e iniziative per l'ottimizzazione e l'aggiornamento delle tecnologie di supporto.

Per raggiungere gli obiettivi al consorzio è consentito di acquisire partecipazioni di società o di altri consorzi o di cedere all'esterno parte della propria attività.

## Aderenti al consorzio
Prima dell'incorporazione aderivano al CILEA, oltre al Ministero dell'Istruzione, dell'Università e della Ricerca (dati al 31 dicembre 2012):
- il Politecnico di Milano
- l'Università Cattolica del Sacro Cuore
- l'Università commerciale Luigi Bocconi
- l'Università degli Studi di Milano
- l'Università degli Studi di Pavia
- l'Università degli Studi di Brescia (dal 1983)
- l'Università degli Studi di Bergamo (dal 1987)
- l'Università degli Studi di Milano-Bicocca (dal 2000)
- l'Università degli Studi dell'Insubria (dal 2001)
- la Libera Università di Lingue e Comunicazione IULM (dal 2006)
- l'Università degli Studi di Palermo (dal 2008)

Erano inoltre consorziati associati:
- il sincrotrone Trieste (dal 2012)
- l'Università degli Studi di Urbino "Carlo Bo" (dal 2012)

## Lo sviluppo
Nel tempo il Consorzio ha diversificato le sue attività: non si occupa più soltanto di mettere a disposizione l'utilizzo delle proprie macchine, ma ha sviluppato numerosi altri servizi in settori eterogenei quali:
- calcolo ad alte prestazioni
- biblioteche–editoria elettronica–digital library
- sviluppo software
- servizi ICT
- servizi per le università e il ministero
- formazione specialistica

Ha inoltre aumentato il suo organico, uscendo dai confini tradizionali della Lombardia ed estendendo il proprio raggio d'azione su tutto il territorio nazionale.